# おれは怪物くんだ
「おれは怪物くんだ」（おれはかいぶつくんだ）は、1968年にTBSテレビ「不二家の時間」枠で放送されたアニメ『怪物くん』（第1作）の主題歌として制作された楽曲。作詞：藤子不二雄、作曲・編曲：筒美京平。

## 解説
アニメの主人公である怪物くん（怪物太郎）役の白石冬美がメインヴォーカルを務め、3人組のフランケン（声 - 今西正男）・ドラキュラ（声 - 大竹宏）・オオカミ男（声 - 兼本新吾）が合いの手とセリフで参加している。オープニングとエンディング（夏季は「怪物くん音頭」に差し替え）で共通使用されたが、エンディングではアレンジに変更が加えられており、オープニングに比べるとややテンポが速い。
2013年3月26日より、原作者の藤子不二雄Ⓐがかつて入居していたトキワ荘の最寄り駅であることにちなんで西武池袋線の椎名町駅で発車メロディに採用されている。

## リリース
当時のアニメソングは複数のレコード会社から発売されることが珍しくなかったが、本曲は日本コロムビア発売盤を最筆頭に計7社から発売されている。仕様はシングル盤もしくはソノシートで、B面曲やオーディオドラマの収録内容に違いがある。
他の挿入歌やキャラクターソングを含め、2005年発売の『怪物くん 全曲集』にリメイク版アニメの楽曲と併せて収録された。楽曲のタイトルは各社の盤面により表記ゆれがある。
- 日本コロムビア‥SCS-50、シングル盤

A面「おれは怪物くんだ」、B面「そろた怪物3人組」。
夏季エンディングの「怪物くん音頭」は、コロムビアでは別シングル（SCS-63）として発売している（B面曲は「怪物くんの子守歌」）。
- ビクターレコード（日本ビクター〈現：JVCケンウッド〉音楽レコード事業部、現：JVCケンウッド・ビクターエンタテインメント）‥BX-52、シングル盤

A面「おれは怪物くんだ」、B面「そろた怪物三人組」「怪物くんの子守唄」。
- テイチクレコード（現：テイチクエンタテインメント）‥KT-18、シングル盤

A面「おれは怪物くんだ」「そろた怪物三人組」、B面「怪物くんの子守唄」。
テイチクでは他に『ケロヨン』とのカップリング盤（KF-8）も発売していた。
- キングレコード‥SS(H)-268、シングル盤

『ゲゲゲの鬼太郎』および『戦え! マイティジャック』『ウルトラセブン』とのカップリング盤。
キングレコードは2010年にアニメ旧作のDVD-BOX発売元となっている。
- 東芝音楽工業（現：ユニバーサル ミュージック ジャパン）‥TC-1104、シングル盤

A面「おれは怪物くんだ」、B面「そろた怪物三人組」
東芝音楽工業は他にオーディオドラマ「恐竜でてこーいの巻」（TC-1107、B面に「怪物くんの子守唄」）、イメージソング「怪物くんのクリスマス」（TC-1120）も発売。
- 朝日ソノラマ‥
  - M-122、ソノシート

A面「おれは怪物くんだ」「そろた怪物三人組」、B面にオーディオドラマ「怪物くんがやってきた」収録。
  - TC-1104、ソノシート

A面「おれは怪物くんだ」「怪物くん子守唄」、B面にオーディオドラマ「怪物スターフランケン」収録。
  - P-11、ソノシート

A面「怪物くん音頭」「おれは怪物くんだ」、B面にオーディオドラマ「怪物グランプリ」収録。

朝日ソノラマでは他に『ゲゲゲの鬼太郎』のタイトルチューンとのカップリング盤（ARM-5001）も発売していた。
- エルム‥
  - ELM-3302、シングル盤

A面「おれは怪物くんだ」「怪物くんの子守歌」、B面にオーディオドラマ「怪子ちゃんこんにちは」収録。
  - ELM-3308、ソノシート

A面「怪物くんのあいさつ」（声 - 白石冬美）に続けて「おれは怪物くんだ」、B面「そろた怪物三人組」「怪物くんの子守唄」。ジャケットにカラー漫画「ゴールドフンガー危機一髪」掲載。

### 収録アルバム
ビクターレコード
- 怪物くんのうたまつり（MB-3158、ソノシート）

「おれは怪物くんだ」「そろた怪物三人組」「怪物くんの子守唄」「怪物くん音頭」の4曲を収録したミニアルバム形式。
- テレビまんが大行進 鉄腕アトムから怪物くんまで（JB-45〜46-S、LP2枚組）

2枚目（JB-46-S）、B面トラック1。
日本コロムビア
- LPレコード
  - コロムビア テレビ漫画主題歌集 第5集 まんが大行進（KKS-20010）

A面トラック1。トラック2 - 4に「怪物くん音頭」「そろた怪物3人組」「怪物くんの子守歌」収録。
  - オリジナル原盤によるよみがえるテレビまんが主題歌集 3 昭和43年（CS-7027）

B面トラック3。トラック4に「そろた怪物3人組」収録。
- CDアルバム
  - 放送開始25周年記念アルバム 怪物くん 全曲集（COCX-33073）

トラック10[4]。表題の「放送開始25周年」は旧作でなくリメイク版の1980年基準だが、アルバム後半のトラック16までは旧作関連のレコード音源がある楽曲をすべて収録している。
  - コロムビア アニメ・特撮主題歌全集2（COCX-35930）

トラック9[5]。

### カバー
- ジ・アニメルズ

キティが1983年に発売したシングル『アニメドレー 臨時増刊号』（7DS-0055）にて、メドレー曲「あぁ懐しのヒーロー物語」の1節としてカバー。